# Jacques Roux
Jacques Roux (21. srpna 1752, Pranzac – 10. února 1794, Bicêtre) byl francouzský duchovní a revolucionář.

## Život
Roux byl katolickým farářem, který jako jeden z prvních přistoupil na podřízení církve revoluční vládě roku 1790 povinnou přísahou na takzvanou Civilní ústavu duchovenstva (constitution civile du clerge), stal se členem jakobínů a založil roku 1792 frakci „Zběsilí“. Skupina (další představitelé byli např. Theophile Leclerc, Jean Varlet) byla radikálně levicového zaměření a měla za cíl odstranění chudoby zavedením drakonických hospodářských opatření (mj. i odejmutím půdy a zavedením válečného hospodářství, či uzavřením burzy) a tím dosažení majetkové rovnosti národa. Byl výrazným zastáncem myšlenky, že politická svoboda bez ekonomické rovnosti nemá význam:
| „ | Svoboda je jen prázdným fantomem, pokud jedna třída lidí může bez trestu vyhladovět k smrti jinou. Svoboda je jen prázdným fantomem, když bohatý může skrze svůj monopol vykonávat právo na život a smrt svých spoluobčanů. | “ |
| — | |   |

Roux patřil mezi královrahy, hlasoval pro smrt krále. Vedl rozhovor s Ludvíkem XVI., který jej před odsouzením prosil o doručení balíčku s osobními věcmi Marii Antoinettě, Roux mu stroze sdělil: „Nejsem zde, abych Vám dělal poslíčka, jsem zde, abych Vás dostal na popraviště“. V roce 1792 byl členem pařížské komuny a v květnu 1793 se podílel na povstání sansculotů proti vládě girondistů. Svým radikalismem byl výrazně nalevo od hébertistů. Roku 1793 se dostal do boje proti jakobínům, Maximilien Robespierre jej nechal na základě obvinění ze špionáže 5. září 1793 zatknout. Poté, co byl Roux odsouzen k smrti, pokusil se o sebevraždu a nedlouho poté zemřel 10. února roku 1794 ve vězeňské nemocnici.